# Comuna Cămin, Satu Mare
Cămin (în maghiară: Kálmánd, în germană Kalmandi) este o comună în județul Satu Mare, Transilvania, România, formată numai din satul de reședință cu același nume.

## Demografie
Componența etnică a comunei Cămin
     Maghiari (51,52%)
     Germani (30,24%)
     Romi (8,32%)
     Români (6,56%)
     Alte etnii (3,36%)
Componența confesională a comunei Cămin
     Romano-catolici (82,56%)
     Reformați (4,72%)
     Ortodocși (4,32%)
     Penticostali (3,44%)
     Alte religii (1,68%)
     Necunoscută (3,28%)
Conform recensământului efectuat în 2021, populația comunei Cămin se ridică la 1.250 de locuitori, în scădere față de recensământul anterior din 2011, când fuseseră înregistrați 1.388 de locuitori. Majoritatea locuitorilor sunt maghiari (51,52%), cu minorități de germani (30,24%), romi (8,32%) și români (6,56%). Din punct de vedere confesional, majoritatea locuitorilor sunt romano-catolici (82,56%), cu minorități de reformați (4,72%), ortodocși (4,32%) și penticostali (3,44%), iar pentru 3,28% nu se cunoaște apartenența confesională.

## Politică și administrație
Comuna Cămin este administrată de un primar și un consiliu local compus din 9 consilieri. Primarul, Imre Sütő[*], de la Forumul Democrat al Germanilor din România, este în funcție din 2012. Începând cu alegerile locale din 2024, consiliul local are următoarea componență pe partide politice:
|  | Partid                                     | Consilieri | Componența Consiliului | Componența Consiliului | Componența Consiliului | Componența Consiliului | Componența Consiliului |
|  | ------------------------------------------ | ---------- | ---------------------- | ---------------------- | ---------------------- | ---------------------- | ---------------------- |
|  | Forumul Democrat al Germanilor din România | 5          |                        |                        |                        |                        |                        |
|  | Uniunea Democrată Maghiară din România     | 3          |                        |                        |                        |                        |                        |
|  | Partidul Național Liberal                  | 1          |                        |                        |                        |                        |                        |